# Lamia (město)
Lamia (řecky Λαμία) je město, obecní jednotka a obec v centrálním Řecku, jehož kořeny sahají až do starověku. Dnes je Lamia hlavním městem regionální jednotky Fthiótida a regionu Střední Řecka, který zahrnuje pět regionálních jednotek. Podle sčítání lidu z roku 2011 má město celkem 52 006 obyvatel, zatímco celá obec Lamia má 75 315 obyvatel.

## Členění obce
Obec Lamia se dělí na 5 obecních jednotek. V závorkách je uveden počet obyvatel obecních jednotek a komunit.
- Obecní jednotka Gorgopotamos (3374) - komunity: Damasta (374), Delfino (52), Dyo Vouna (79), Eleftherochori (119), Gorgopotamos (453), Irakleia (469), Koumaritsi (43), Moschochori (822), Neo Krikello (487), Oiti (222), Vardates (254).
- Obecní jednotka Lamia (64716) - komunity: Agia Paraskevi (957), Anthili (1693), Divri (192), Frantzis (775), Kalamaki (173), Komma (493), Kostalexis (397), Lamia (52006), Lygaria (748), Megali Vrysi (989), Roditsa (3509), Stavros (2489), Thermopyles (295).
- Obecní jednotka Leianokladi (2186) - komunity: Amouri (278), Leianokladi (1085), Moschokarya (215), Stirfaka (326), Zilefto (282).
- Obecní jednotka Pavliani (498) - komunity: Pavliani (498).
- Obecní jednotka Ypati (4541) - komunity: Argyrochori (201), Dafni (104), Kastanea (268), Kompotades (539), Ladikou (299), Loutra Ypatis (479), Lychnos (149), Mesochori (80), Mexiates (618), Neochori (197), Peristeri (96), Pyrgos (106), Rodonia (455), Syka (216), Vasilika (182), Ypati (552).

## Partnerská města
- Řešov, Polsko
- Paphos, Kypr
- Chioggia, Itálie